# Michael Praetorius
Michael Praetorius (numele umanistului Michael Schultz sau Michael Schultheiß) (Creuzburg, 15 februarie 1571 – Wolfenbüttel, 15 februarie 1621) a fost un compozitor și muzicolog german.
A fost Kapellmeister (dirijor de orchestră) la diferite curți europene. Figură remarcabilă în tranziția muzici din Renaștere către cea din Baroc, a fost unul dintre muzicieni principali pentru renașterea muzicală germană.
Vasta sa operă de compoziție cuprinde circa 1200 de opere de muzică sacră. La fel de importantă este și opera sa "Syntagma Musicum", din 1619, cu tratate și desene ale istoriei muzicii. Opera este împărțită în trei părți: prima parte și ce-a de-a treia este redactată în limba italiană și conțin adnotări istorice asupra formelor și tehnicilor muzicale; a doua parte în germană, este un tratat de studiu al orgelor epocii.

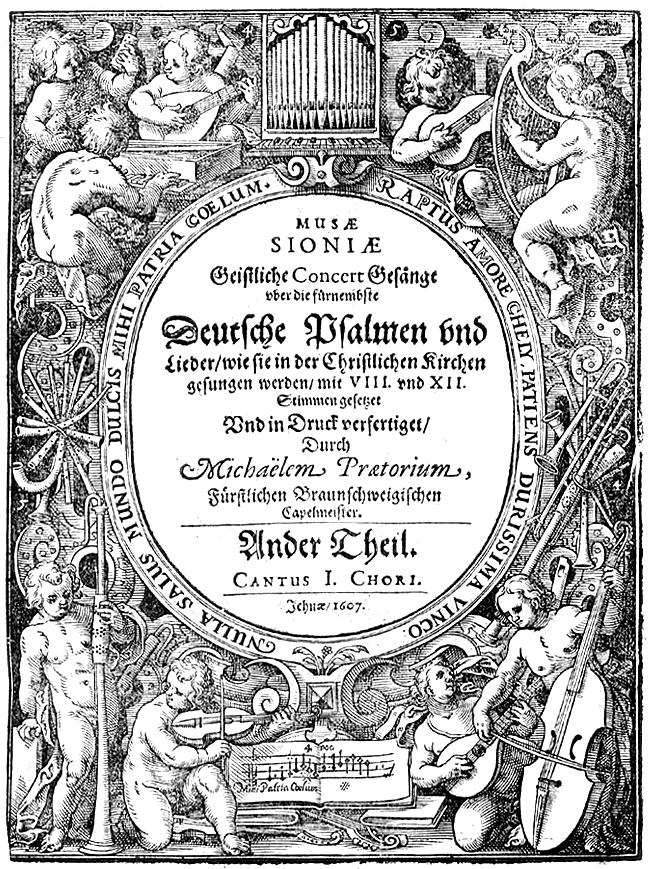
Frontispiciul unei partituri a lui Praetorius

## Legături externe
- Partituri de Michael Praetorius la International Music Score Library Project